# Johan George II van Saksen-Eisenach
Johan George II van Saksen-Eisenach (Friedewald, 24 juli 1665 - Eisenach, 10 november 1698) was van 1686 tot aan zijn dood hertog van Saksen-Eisenach. Hij behoorde tot de Ernestijnse linie van het huis Wettin.

## Levensloop
Johan George II was de tweede zoon van hertog Johan George I van Saksen-Eisenach en diens echtgenote Johannetta, dochter van graaf Ernst van Sayn-Wittgenstein. Na de dood van zijn oudere broer Frederik August werd hij in 1684 de erfopvolger van zijn vader. In 1686 volgde hij zijn vader op als hertog van Saksen-Eisenach.
Na de dood van zijn neef Johan Willem van Saksen-Jena in 1690 verdeelde hij samen met hertog Willem Ernst van Saksen-Weimar diens bezittingen.
Op 20 september 1688 huwde hij met Sophia Charlotte (1671-1717), dochter van hertog Everhard III van Württemberg. Het huwelijk bleef kinderloos. In november 1698 stierf Johan George II op 33-jarige leeftijd aan de pokken. Hij werd als hertog van Saksen-Eisenach opgevolgd door zijn jongere broer Johan Willem.